# Arroyo Delicias
Arroyo Delicias es una localidad del estado mexicano de Chiapas. Es parte del municipio de Benemérito de las Américas.

## Demografía
| Gráfica de evolución demográfica |
|                                  |

| Censo | Población |
| ----- | --------- |
| 1990  | 553       |
| 2000  | 699       |
| 2010  | 611       |
| 2020  | 1 223     |